# 日本・精神技術研究所
株式会社日本・精神技術研究所（にほんせいしんぎじゅつけんきゅうじょ、英: Nisseiken, Inc.）は、内田クレペリン精神検査の販売・実施と判定業務および出版を行う企業である。内田勇三郎によって1947年に設立された。

## 概要
設立時の所在地は東京都渋谷区西原の内田勇三郎邸内。
1966年に内田が死去した後は長男の内田純平が経営を引き継ぎ、株式会社として内田クレペリン精神検査だけでなく各種の心理検査サービスを提供するとともに、1984年には日精研心理臨床センター（設立時の所長は佐治守夫）を、1990年には日精研心理臨床学院（学院長は山本和郎）を開設、臨床心理学に関する教育・研修なども主要業務としている。

### 社名について
社名に「・」が入っているのは、「日本精神」と続けて読まれて、別な意味（国粋主義など）に解釈されることを避けるためである。

### 所在地
東京都千代田区九段南2-3-26 井関ビル2階